# Classe Arrogante
Cet article concerne classe Arrogante de la Marine française. Pour les classes de bateaux de la Royal Navy, voir classe Arrogant.
La classe Arrogante est la troisième classe de batteries flottantes construites en France pour la Marine française, dans les années 1860. Conçues pour renforcer les défenses côtières françaises, leur mise en chantier est influencée par les évènements de la guerre de Sécession.

## Genèse et conception
En 1853, éclate la guerre de Crimée, qui va montrer la nécessité de construire des batteries flottantes. En 1854 Pierre Armand Guieysse conçoit des plans d'une telle installation qui va former la classe Dévastation. 10 unités sont commandées le 28 juillet 1854, 5 sont construites et trois d'entre elles sont remorquées vers la mer Noire où elles participent avec succès à la bataille de Kinbourn, le 17 octobre 1855. Elles réduisent le fort russe au silence en quelques heures, et la plupart des boulets ennemis ricochent sur leur cuirassé, sauf un qui passera par un panneau tuant deux marins. Leur efficacité n'étant plus à démontrer, les évènements de la guerre de Sécession vont alors accélérer la construction de telles batteries cette fois destinées à défendre les côtes françaises.
La construction de trois nouvelles batteries côtières est lancée à Nantes en 1861, aux chantiers Goüin. Ce sont les premières à être construites entièrement en fer, le Conseil des travaux ayant validé le concept le 30 octobre 1860. D'un déplacement de 1 514 tonnes, elles disposent de deux hélices mues par deux moteurs de 150 chevaux, leur permettant une vitesse maximale de 7 nœuds (13 kilomètres par heure), soit autant que les Palestro. Longues de 44 mètres, larges de 14,75 mètres et dotées d'un faible tirant d'eau de 2,70 mètres, elles sont armées de 9 canons de 16 cm lors de leur armement en 1866, puis armées de 4 canons de 19 cm et de 2 canons de 16 cm l'année suivante. Elles sont manœuvrées par un équipage de 190 hommes.

## Unités
| Nom        | Chantier,                | Quille           | Lancement       | Mise en service    | Destin                   |
| ---------- | ------------------------ | ---------------- | --------------- | ------------------ | ------------------------ |
| Arrogante  | Chantiers Goüin (Nantes) | 20 mars 1862     | 21 juin 1864    | 1er septembre 1866 | Rayée des listes en 1881 |
| Implacable | Chantiers Goüin (Nantes) | 1er octobre 1861 | 21 janvier 1864 | 22 novembre 1867   | Rayée des listes en 1884 |
| Opiniâtre  | Chantiers Goüin (Nantes) | 10 juin 1862     | 23 mars 1864    | 2 mai 1865         | Rayée des listes en 1885 |

## Histoire
Les trois batteries flottantes sont lancées à Nantes en 1864. L'Arrogante arme pour essais en 1865 à Lorient avant d'y être mise en réserve. En 1867 elle fait des essais de canons de 24 cm, et en 1870 elle rejoint Brest pour participer à la défense de la rade, avant d'être désarmée le 1er décembre. Réarmée en 1876 elle rejoint Toulon, avant de devenir l'annexe du Souverain (en), puis bâtiment d'école de canonnage. Le 18 mars 1879, la batterie est jetée à la côte par un coup de vent, et s'échoue sur la plage de la Badine (presqu'île de Giens), provoquant la mort de 50 marins.
Renflouée en mai, elle est désarmée avant d'être condamnée en 1881.
L'Implacable quant à elle arme pour essais dès 1864. En 1872 elle devient l'annexe du navire-école de canonnage Louis XIV, avant d'être mise en réserve en 1877. Réarmée brièvement en 1878, la batterie flottante est mise en réserve le 3 juin 1880 et sert comme annexe de l'école des mécaniciens. Rayée en 1884, elle sert encore de ponton de réglage des torpilles en 1908.
L'Opiniâtre arme pour essais en 1865 à Nantes puis à Lorient avant d'être placée en réserve. Elle réarme en 1867 et rallie Brest, puis encore en 1870 avant de rallier Cherbourg. Elle est désarmée en avril 1871 et condamnée en 1885 et sert de caserne de défense mobile jusqu'en 1900. Elle est vendue pour démolition en 1912.